# Liste des anciennes communes des Alpes-Maritimes
Cette page a pour objectif de retracer toutes les modifications communales dans le département des Alpes-Maritimes : les anciennes communes qui ont existé depuis la Révolution française, ainsi que les créations, les modifications officielles de nom, ainsi que les échanges de territoires entre communes.
Le département, devenu très peuplé, s'illustre par un petit nombre de communes, comme dans toute la Provence. L'accroissement de la population a eu pour conséquence l'émergence de nouvelles communes, au point que, finalement, le département compte plus de communes aujourd'hui, qu'il n'en comptait en 1800, à rebours du mouvement national, donc. Une vague de créations en zone littorale a pu être remarquée, à mesure que la population s'y accroissait. Il n'y a eu aucun mouvement dans le nombre communal depuis près d'un siècle (ni création, ni fusion).
Leur nombre est passé de 150 en 1800, (dans le format actuel du département) à 163 communes (au 1er janvier 2024).

## Création du département (modifications des frontières du pays)
L'arrondissement de Grasse est détaché du département du Var, en 1860. Il est regroupé au Comté de Nice, nouvellement français pour former le nouveau département des Alpes-Maritimes. À deux autres reprises, en 1947 puis en 1949, les frontières avec l'Italie vont être modifiées entraînant une modification du périmètre de communes en France.

### 1860
| Origine du territoire (limites de 1860)       | Nombre de communes concernées (limites de 1860) | Date (et nature) de la décision                        |
| --------------------------------------------- | ----------------------------------------------- | ------------------------------------------------------ |
| Comté de Nice                                 | 87 communes                                     | Loi du 23 juin 1860 Décret impérial du 24 octobre 1860 |
| Arrondissement de GRASSE (département du Var) | 59 communes                                     | Loi du 23 juin 1860 Décret impérial du 24 octobre 1860 |

### 1947 - 1949
| Origine du territoire | Territoire cédé à la commune de... | précisions                                                  | Date (et nature) de la décision                      |
| --------------------- | ---------------------------------- | ----------------------------------------------------------- | ---------------------------------------------------- |
| Italie                | Tende                              | Nouvelle commune française                                  | Loi du 15 septembre 1947 Décret du 22 septembre 1947 |
| Italie                | La Brigue                          | Nouvelle commune française                                  | Loi du 15 septembre 1947 Décret du 22 septembre 1947 |
| Italie                | Isola                              |                                                             | Loi du 15 septembre 1947 Décret du 22 septembre 1947 |
| Italie                | Saint-Sauveur                      |                                                             | Loi du 15 septembre 1947 Décret du 22 septembre 1947 |
| Italie                | Rimplas                            |                                                             | Loi du 15 septembre 1947 Décret du 22 septembre 1947 |
| Italie                | Belvédère                          |                                                             | Loi du 15 septembre 1947 Décret du 22 septembre 1947 |
| Italie                | Saint-Martin-Vésubie               |                                                             | Loi du 15 septembre 1947 Décret du 22 septembre 1947 |
| Italie                | Saorge                             |                                                             | Loi du 15 septembre 1947 Décret du 22 septembre 1947 |
| Italie                | Breil                              | Section de Piène et zone du Mont-Thabor et du Chaberton     | Loi du 15 septembre 1947 Décret du 22 septembre 1947 |
| Italie                | Valdeblore                         | Section de Mollières et zone du Mont-Thabor et du Chaberton | Loi du 15 septembre 1947 Décret du 22 septembre 1947 |
| Italie                | Breil                              | Territoire de Libre                                         | Loi du 30 mars 1949                                  |

## Fusions
| Nom de la nouvelle commune | Communes réunies       | Régime | Date (et nature) de la décision |
| -------------------------- | ---------------------- | ------ | ------------------------------- |
| Mouans-Sartoux             | Mouans                 | fusion | 23 mars 1858 (Décret)           |
| Mouans-Sartoux             | Sartoux                | fusion | 23 mars 1858 (Décret)           |
| Le Broc                    | Le Broc                | fusion | 21 février 1841 (Ordonnance)    |
| Le Broc                    | Dosfraires             | fusion | 21 février 1841 (Ordonnance)    |
| Châteauneuf-Grasse         | Châteauneuf-Grasse     | fusion | 1822                            |
| Châteauneuf-Grasse         | Clermont               | fusion | 1822                            |
| Tourrettes-de-Vence        | Tourrettes-de-Vence    | fusion | 1792                            |
| Tourrettes-de-Vence        | Les Valettes           | fusion | 1792                            |
| Saint-Laurent              | Saint-Laurent          | fusion | 1791                            |
| Saint-Laurent              | Le Puget-Saint-Laurent | fusion | 1791                            |
| Vence                      | Vence                  | fusion | 1791                            |
| Vence                      | Malvans                | fusion | 1791                            |
| Dosfraires                 | Dosfraires             | fusion | 1790                            |
| Dosfraires                 | Fougassières           | fusion | 1790                            |

## Créations
| Nom de la commune créée | Commune affectée         | Mode de création             | Date (et nature) de la décision |
| ----------------------- | ------------------------ | ---------------------------- | ------------------------------- |
| Théoule-sur-Mer         | Mandelieu                | Démembrement                 | 12 mars 1929 (Loi)              |
| Blausasc                | Peille                   | Démembrement                 | 13 janvier 1926 (Loi)           |
| Bendejun                | Châteauneuf-Contes       | Démembrements et suppression | 25 juin 1911 (Loi)              |
| Cantaron                | Châteauneuf-Contes       | Démembrements et suppression | 25 juin 1911 (Loi)              |
| Châteauneuf             | Châteauneuf-Contes       | Démembrements et suppression | 25 juin 1911 (Loi)              |
| Spéracèdes              | Cabris                   | Démembrement                 | 28 décembre 1910 (Loi)          |
| Cap-d'Ail               | La Turbie                | Démembrement                 | 30 décembre 1908 (Loi)          |
| Beausoleil              | La Turbie                | Démembrement                 | 10 avril 1904 (Loi)             |
| Saint-Jean              | Villefranche             | Démembrement                 | 29 janvier 1904 (Loi)           |
| Beaulieu                | Villefranche             | Démembrement                 | 23 juillet 1891 (Loi)           |
| Castagniers             | Aspremont                | Démembrements                | 2 juin 1874 (Décret)            |
| Colomars                | Aspremont                | Démembrements                | 2 juin 1874 (Décret)            |
| Revest                  | Tourette-Revest          | Démembrement et suppression  | 1871                            |
| Tourette-du-Château     | Tourette-Revest          | Démembrement et suppression  | 1871                            |
| Fontan                  | Saorge                   | Démembrement                 | 1871                            |
| Peymeinade              | Cabris                   | Démembrement                 | 19 juin 1868 (Arrêté)           |
| La Roquette             | La Roquette-Saint-Martin | Démembrement et suppression  | 27 avril 1867 (Décret)          |
| Saint-Martin-du-Var     | La Roquette-Saint-Martin | Démembrement et suppression  | 27 avril 1867 (Décret)          |
| La Trinité-Victor       | Èze                      | Démembrement                 | 1818                            |
| Castillon               | Sospel                   | Démembrement                 | 1793                            |
| Le Rouret               | Châteauneuf-Grasse       | Démembrement                 | 1793                            |
| La Colle                | Saint-Paul               | Démembrement                 | 1792                            |
| Roquefort               | Saint-Paul               | Démembrement                 | 1790                            |
| Valderoure              | Séranon                  | Démembrement                 | 1790                            |

## Modifications de nom officiel
| Ancien nom             | Nouveau nom              | Date (et nature) de la décision |
| ---------------------- | ------------------------ | ------------------------------- |
| Saint-Étienne          | Saint-Étienne-de-Tinée   | 10 septembre 1889 (Décret)      |
| Saint-Martin-Lantosque | Saint-Martin-Vésubie     | 29 octobre 1889 (Décret)        |
| Roquebrune             | Cabbé-Roquebrune         | 15 décembre 1890 (Décret)       |
| Tourrette              | Tourrette-Levens         | 28 juillet 1891 (Décret)        |
| Berre                  | Berre-des-Alpes          | 21 octobre 1892 (Décret)        |
| Saint-Laurent          | Saint-Laurent-du-Var     | 4 octobre 1893 (Décret)         |
| Tourrettes-de-Vence    | Tourrettes-sur-Loup      | 27 janvier 1894 (Décret)        |
| Saint-Jean             | Saint-Jean-Cap-Ferrat    | 27 juillet 1907 (Décret)        |
| La Bollène             | La Bollène-Vésubie       | 15 juin 1908 (Décret)           |
| Beaulieu               | Beaulieu-sur-Mer         | 13 novembre 1908 (Décret)       |
| Touët-de-Beuil         | Touët-sur-Var            | 12 novembre 1909 (Décret)       |
| Cabbé-Roquebrune       | Roquebrune-Cap-Martin    | 5 avril 1913 (Décret) ,         |
| Saint-Paul-du-Var      | Saint-Paul               | 12 avril 1913 (Décret)          |
| La Roquette            | La Roquette-sur-Siagne   | 25 septembre 1916 (Décret)      |
| Cagnes                 | Cagnes-sur-Mer           | 20 décembre 1922 (Décret)       |
| La Colle               | La Colle-sur-Loup        | 26 septembre 1926 (Décret)      |
| Villars-du-Var         | Villars-sur-Var          | 31 octobre 1931 (Décret)        |
| Saint-Cézaire          | Saint-Cézaire-sur-Siagne | 29 décembre 1933 (Décret)       |
| Roquefort              | Roquefort-les-Pins       | 29 décembre 1933 (Décret)       |
| Revest                 | Revest-les-Roches        | 29 décembre 1933 (Décret)       |
| Bézaudun               | Bézaudun-les-Alpes       | 29 décembre 1933 (Décret)       |
| Auribeau               | Auribeau-sur-Siagne      | 29 décembre 1933 (Décret)       |
| Breil                  | Breil-sur-Roya           | 18 mars 1936 (Décret)           |
| La Croix               | La Croix-sur-Roudoule    | 11 décembre 1937 (Décret)       |
| La Trinité-Victor      | La Trinité               | 1950 ?                          |
| Saint-Vallier          | Saint-Vallier-de-Thiey   | 17 mai 1957 (Décret)            |
| Saint-Sauveur          | Saint-Sauveur-sur-Tinée  | 17 mai 1957 (Décret)            |
| Le Bar                 | Le Bar-sur-Loup          | 27 mars 1961 (Décret)           |
| Châteauneuf            | Châteauneuf-de-Contes    | 10 novembre 1961 (Décret)       |
| La Roquette            | La Roquette-sur-Var      | 22 janvier 1962 (Décret)        |
| Mandelieu              | Mandelieu-la-Napoule     | 25 novembre 1970 (Décret)       |
| Roquestéron-Puget      | Roquestéron              | 30 avril 1985 (Décret)          |
| Villefranche           | Villefranche-sur-Mer     | 10 mars 1988 (Décret)           |
| Châteauneuf-de-Contes  | Châteauneuf-Villevieille | 5 août 1992 (Décret)            |
| Berre-des-Alpes        | Berre-les-Alpes          | 22 décembre 1997 (Décret)       |
| Saint-André            | Saint-André-de-la-Roche  | 1er février 2001 (Décret)       |
| Saint-Paul             | Saint-Paul-de-Vence      | 22 mars 2011 (Décret)           |
| Roquestéron-Grasse     | La Roque-en-Provence     | 16 novembre 2015 (Décret)       |

## Modifications de limites communales
Le plus souvent, les modifications des limites communales décidées par arrêtés préfectoraux ne sont pas répertoriées dans le Journal officiel ni dans le Bulletin officiel.
| La commune de...              | ... cède du territoire à la commune de... | précisions                                   | Date (et nature) de la décision |
| ----------------------------- | ----------------------------------------- | -------------------------------------------- | ------------------------------- |
| Castellar                     | Menton                                    | 14 habitants                                 | 31 octobre 1984 (Arrêté)        |
| Mouans-Sartoux                | Valbonne                                  | 20 habitants                                 | 19 septembre 1972 (Décret)      |
| Mougins                       | Cannes                                    | 35 habitants Superficie de 42 ha 30 a        | 28 janvier 1970 (Décret)        |
| Berre-les-Alpes               | Lucéram                                   | 4 habitants Superficie de 54 ha 45 a 80 ca   | 28 juillet 1964 (Décret) ,      |
| Berre-les-Alpes               | L'Escarène                                | 5 habitants Superficie de 74 ha 23 a 90 ca   | 28 juillet 1964 (Décret) ,      |
| Coaraze                       | Bendéjun                                  | Portion de la Carrière des Roux 16 habitants | 5 novembre 1956 (Décret)        |
| Nice La Trinité-Victor        | La Trinité-Victor Nice                    | Lieu-dit l'Observatoire                      | 12 octobre 1949 (Arrêté)        |
| Lantosque                     | Lucéram                                   |                                              | 12 juillet 1909 (Loi)           |
| Opio                          | Valbonne                                  |                                              | 18 mai 1858 (Loi)               |
| Mougins Le Cannet-près-Cannes | Le Cannet-près-Cannes Mougins             |                                              | 22 juin 1854 (Loi)              |
| La Gaude                      | Saint-Jeannet                             |                                              | 9 juillet 1852 (Loi)            |
| Fréjus (Var)                  | Mandelieu (auj. Alpes-Maritimes)          | Hameau de la Napoule                         | 9 juillet 1836 (Loi)            |